# ドレイク&ジョシュ
『ドレイク&ジョシュ』（原題：Drake & Josh）は、アメリカ合衆国のニコロデオンで2004年1月11日から2007年9月16日にかけて放送されたシットコム。日本でも同チャンネル（2009年9月30日閉局）で放送されていた。『アマンダ・ショー』で人気を博したドレイク・ベルとジョシュ・ペックが主演。両親の再婚から兄弟になってしまったドレイクとジョシュが巻き起こすコメディーである。

## スタッフ
- 製作責任者　ダン・シュナイダー（Dan Schneider）　ほか

## キャスト

### メインキャスト
ドレイク・パーカー（ドレイク・ベル ／ 吹き替え：浅沼晋太郎）
ちょっとおバカでチョイ悪な性格。ギターと女の子が大好き。バンドを組んでいる。よくジョシュを巻き込んでトラブルを起こす。
ジョシュ・ニコルズ（ジョシュ・ペック ／ 吹き替え：内田泰喜）
真面目で頭がいい。趣味は手品とテレビゲーム。いつもドレイクの起こすトラブルに巻き込まれている。映画館でバイトしている。
メーガン・パーカー（ミランダ・コスグローヴ ／ 吹き替え：成田紗矢香）
ドレイクの妹。いたずらが大好き。よくドレイクやジョシュなどをからかう。
ウォルター・ニコルズ（ジョナサン・ゴールドスタイン ／ 吹き替え：田中英樹）
ジョシュの父親で、ドレイクやメーガンの義父。気象予報士である。メーガンから「ウォルター」と名前で呼ばれることもある。
オードリー・パーカー（ナンシー・サリバン ／ 吹き替え：伊倉一恵）
ドレイクとメーガンの母親で、ジョシュの義父かつウォルターの妻。劇中では彼女のファーストネームは登場しない。

### その他
クレイグ（アレック・メドロック ／ 吹き替え：阿部敦）
ジョシュの友だちのオタク。よくエリックと共に登場する。
エリック（スコット・ハルバースタッド ／ 吹き替え：）
ジョシュの友だちのオタク。メガネをかけている。よくクレイグと共に登場する。たまにドレイクやメーガンから「クレイグ」と名前を間違われる。
クレイジー・スティーブ（ジェリー・トレイナー ／ 吹き替え：最上嗣生）
感情的で精神が不安定な映画館の従業員。同僚や通行人に対し、些細なことで怒鳴りつける。
ピーター（ ／ 吹き替え：こじまかずこ）
クーパー（ ／ 吹き替え：遠藤大智）
シドニー（ ／ 吹き替え：佐藤拓也）

## 各話タイトル
※アメリカでの放送を基準としている。日本未放送分を含む。

### シーズン1
1. 1 Pilot
2. 2 Dune Buggy
3. 3 Believe Me, Brother
4. 4 Two Idiots and a Baby
5. 5 First Crush
6. 6 Grammy

### シーズン2
1. 7 The Bet
2. 8 Movie Job
3. 9 Guitar
4. 10 Football
5. 11 Pool Shark
6. 12 Smart Girl
7. 13 Little Diva
8. 14 Blues Brothers
9. 15 Driver's License
10. 16 Number 1 Fan
11. 17 Mean Teacher
12. 18 The Gary Grill
13. 19 Drew & Jerry
14. 20 Honor Council

### シーズン3
1. 21 The Drake & Josh Inn
2. 22 Peruvian Puff Pepper
3. 23 We're Married?
4. 24 Mindy's Back
5. 25 The Affair
6. 26 Playing the Field
7. 27 Helen's Surgery
8. 28  Paging Dr. Drake"28 "Paging Dr. Drake
9. 30 Girl Power
10. 31 Sheep Thrills
11. 32-34 Drake & Josh Go Hollywood
12. 35 Megan's New Teacher
13. 36 Little Sibling
14. 37 Theater Thug
15. 38 The Demonator
16. 39 Alien Invasion
17. 40 Dr. Phyllis Show

### シーズン4
1. 41 Josh Runs Into Oprah
2. 42 Vicious Tiberius
3. 43 The Wedding
4. 44 Mindy Loves Josh
5. 45 Who's Got Game?
6. 46 The Great Doheny
7. 47 I Love Sushi
8. 48 The Storm
9. 49 My Dinner with Bobo
10. 50 Tree House
11. 51 Josh Is Done
12. 52 Eric Punches Drake
13. 53 Megan's Revenge
14. 54 Steered Straight
15. 55 Megan's First Kiss
16. 56 Battle of Panthatar
17. 57-58 Drake & Josh: Really Big Shrimp
18. 59 Helicopter
19. 60 Dance Contest

### TVムービー
1. 32-34 Drake & Josh Go Hollywood
2. 57-58 Drake & Josh Really Big Shrimp
3. 61-64 Merry Christmas, Drake & Josh

## CD
- Drake & Josh（サウンドトラック）ニック・レコードより2005年3月8日発売。

曲目リスト
1. I Found a Way-ドレイク・ベル
2. Chap Stick,Chapped Lips, and Things Like Chemistry-Relient K
3. All I Know-Pepper's Ghost
4. Uptight Staircase-Hysterics
5. Responsibility-MxPx
6. No One-Stupid
7. Can't Explain-Cherry Monroe
8. Down We Fall-ドレイク・ベル
9. Because of Her-Pepper's Ghost
10. Highway to Nowhere-ドレイク・ベル
11. Losin' You-At Last
12. Soul Man-ドレイク・ベル and ジョシュ・ペック
13. Carry On -Kyle Riabko

## 備考
母親役のナンシー・サリバンも『アマンダ・ショー』に出演していた。
ジョシュ・ペックは番組開始当初太っていたが、ショーが進むにつれとても痩せた。
ドレイク・ベルは現実でも歌手として活動しており、『ふたりはお年ごろ』にゲスト出演した際にも「Lost a Lover」という曲を歌唱していた。映画『スーパーヒーロームービー!! -最'笑'超人列伝-』では主役を務めるとともに、主題歌「Superbounce」の作詞・作曲・歌唱を務めている。
メーガン役のミランダ・コスグローヴは後に『iCarly』で主役を務めている。同じスタジオで見慣れたスタッフ、キャストが多く居る『iCarly』のセットにドレイクが誤って入って来たハプニングが「NGがいっぱい! (iBloop)」（NHK版第70話）で紹介された。「人生サイアク!の日 (iToe Fat Cakes)」（NHK版第90話）では、コスグローヴが演じる主人公カーリー・シェイが、メーガンの映る本作のシーンを視聴する場面がある。また、サブキャラクターのクレイジー・スティーブを演じたジェリー・トレイナーもコスグローヴと共に『iCarly』でレギュラー出演をしている。
サブキャラクターのクレイジー・スティーブは『サム&キャット』の「危険なノーラ (#SuperPsycho)」（NHK版第32話）にて隔離病院の患者として再登場する。また同作の最終回「見せて！NG大特集 (#BlooperEpisode)」（NHK版第36話）では、本作のNGシーンも紹介された。

## 日本語版スタッフ
- 翻訳 - ?
- 演出 - 鍛治谷功[4]
- 調整 - 白鳥陽一[5]